# Francis Gailey
Francis "Frank" Gailey (Brisbane, Queensland, 21 de enero de 1882 - Garden Grove, California, 10 de julio de 1972) fue un nadador australiano nacionalizado estadounidense que tomó parte en los Juegos Olímpicos de Saint Louis 1904.
Ese mismo año, participó en cuatro pruebas de natación, ganando una medalla en cada una de ellas: la plata en las 220 yardas libres, 440 yardas libres y 880 yardas libres y el bronce en la milla estilo libre.
Estas cuatro medallas están incluidas dentro del cómputo oficial de los Estados Unidos, aunque una investigación reciente demostró que durante la disputa de los Juegos él era un ciudadano australiano. El Comité Olímpico Australiano reclamó como propias estas medallas, sumándose las globales nacionales, pero el Comité Olímpico Internacional todavía presenta Gailey como estadounidense.